# 打口

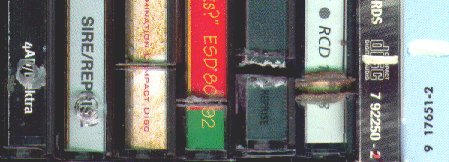
八个可用作打口示例的CD

打口是指西方市场积压的音像制品处理后被作为塑料垃圾进口，却以音像制品的身份在中国各地的非主流渠道进行流通，源於上世紀九十年代初，是中国特有的一种文化产物和文化现象，在东欧、拉美及西方国家内部也一定程度的存在。

## 分类
一般统称为打口，音乐类型主要有摇滚乐、古典乐、流行乐、爵士乐和电子乐等。
- 在磁带、CD封套上用机器直接切口，称为打口带和打口盘/碟；
- 在磁带、CD封套上用机器钻洞，称为扎眼带和扎眼盘/碟；
- 也有时会使用化学方法处理；
- 还有一些漏过了处理或处理后磁带带面、CD碟面未遭损坏的则称做原盘。

## 唱片公司的态度
由于中国的音像制品市场极为封闭，打口的品种又基本上是国外的滞销货，因此对于国外唱片公司在华本来就少的可怜的业务并不构成太大冲击，唱片公司更愿意打击国内的盗版业。但是由于签约艺人并未从这部分的音像制品中抽取版税，在他们的压力下，唱片公司会加强对音像制品销毁的管理。

## 法律问题
销售打口音像制品在中华人民共和国是否违法是有争议的，由于政府机构事实上的打击，销售打口音像制品是灰色行为。
尽管打口音像制品就其实质是作为洋垃圾合法进口到中国，在就其销售行为的性质认定上出现分歧。一部分人认为，既然打口音像制品是作为洋垃圾进口到中国，那它就不能被认定为音像制品。但中华人民共和国文化部和各地文化局认为打口音像制品依然是音像制品，并在事实上对其销售者进行处罚。
按照中华人民共和国文化部和各地文化局的标准，销售打口音像制品的下列特征违反了《音像制品管理条例》。
1. 销售者大都无销售音像制品许可证
2. 销售打口音像制品的内容未经审查

## 打口的影响
对在一个封闭的环境下成长起来的中国现代音乐人来说，大量接触国外流行音乐的最好方式就是通过打口。无数的青年通过打口完成了自己的音乐启蒙，而作为几乎是唯一的学习研究对象的打口又深深的影响着他们的音乐审美和创作思路。甚至可以说，某段时期内打口的品种（音乐风格）在某种程度上影响着各地地下音乐的创作风格。

## 对打口前景的看法
按照中国大陆乐评人颜峻的话说，只要音像制品出版和进口的审查仍然严格，还实行垄断和封锁，进口音像制品的价格仍然高昂，中国人购买力还不够强，打口就不会消失。但是在进入二十一世纪后，打口的热潮明显降温，以往人头熙攘的地下半地下打口“据点”数量锐减，仅存的也门庭冷落，很多人将原因归结为听众的换代。打口主要群体是青少年，他们已经成人，社会负担和年岁的增长使他们大多冷落了曾让自己迷恋的打口。而新成长起来的青少年生活在一个消费主义盛行，流行音乐工业彻底娱乐化的年代，对于承载了太多政治、内省、愤怒、嘲讽、实验的打口特色风格无法接受，他们的热情存在于各大音像连锁店中。另一方面，随着打口市场的发展，打口商人在西方流行音乐的洗礼下渐渐摸清了流行音乐的脉络、谱系和市场的需求、品味，很多原先同音像出版有关联的商人开始制作新一代的盗版——不同于以前的盗版种类——在其中不仅有当下最流行的音乐，也有口碑较好的非主流音乐甚至一些实验性质的声响。
随着互联网在中国大陆的普及，特别是近年来诸如eDonkey、eMule和BitTorrent等P2P软件的大规模流行，越来越多的乐迷通过网络下载的途经来获得全球的音乐资源，这在很大程度上进一步削弱了打口市场。